# حكومة رشيد كرامي الثالثة
الحكومة اللبنانية التاسعة والعشرون بعد الاستقلال، والثانية بعهد الرئيس فؤاد شهاب، وهي ثالث حكومة يترأسها رشيد كرامي. شكلت الحكومة بموجب المرسوم رقم 31 بتاريخ 14 تشرين الأول / أكتوبر 1958، ونالت الثقة بإجمالي 50 صوتاً، واستقالت الحكومة بتاريخ 14 أيار / مايو 1960.

## أعضاء الحكومة
- رشيد كرامي رئيساً لمجلس الوزراء ووزيراً للاقتصاد الوطني ووزيراً للأنباء ووزيراً للدفاع الوطني ووزيراً للمالية.
- بيار الجميل وزيراً للأشغال العامة ووزيراً للتربية الوطنية والفنون الجميلة ووزيراً للزراعة ووزيراً للصحة العامة.
- ريمون إده وزيراً للبرق والبريد والهاتف ووزيراً للداخلية ووزيراً للشئون الاجتماعية.
- حسين العويني وزيراً للتصميم العام ووزيراً للخارجية والمغتربين ووزيراً للعدلية.

### تعديلات حكومية
أجري تعديل وزاري في 7 تشرين الأول / أكتوبر 1959 بعد استقالة الوزير ريمون إده، فتم تعيين عدد من الوزراء مع بقاء الوزراء السابقين في بعض مناصبهم الوزارية، وكان التعيين كالتالي:
- فيليب تقلا وزيراً للاقتصاد الوطني ووزيراً للعدلية.
- علي حسن بزي وزيراً للأنباء ووزيراً للداخلية.
- موريس زوين وزيراً للبرق والبريد والهاتف ووزيراً للعمل والشئون الاجتماعية.
- فؤاد بطرس وزيراً للتربية الوطنية والفنون الجميلة ووزيراً للتصميم العام.
- فؤاد نجار وزيراً للزراعة.

## وصلات خارجية
- موقع رئاسة مجلس الوزراء الرسمي